# HD 74438
HD 74438 est un système stellaire quadruple spectroscopique composé d'une paire d'étoiles doubles situé dans la constellation australe des Voiles. Il est distant d'environ 425 années-lumière de la Terre et il est membre de l'amas ouvert IC 2391,. Avec un âge estimé de 43+15
 −7 millions d'années, HD 74438 est le plus jeune système quadruple stellaire connu dans un amas stellaire. La période orbitale externe du système, estimée à environ 5,7 ans, est également parmi les plus courtes des systèmes quadruples,.
Le système HD 74438 a été confirmé comme étant un système quadruple gravitationnellement lié en 2017 à partir des données recueillies dans le cadre du relevé spectroscopique Gaia-ESO. Dans un article publié en 2022, HD 74438 a été identifié comme un ancêtre possible d'une supernova sous-Chandrasekhar de type Ia.